# الزويتينة (حمص)
الزويتينة بلدة سورية تقع في ناحية الناصرة التابعة لمنطقة تلكلخ. وهي إحدى قرى منطقة وادي النصارى في ريف حمص الغربي.